# Si le soleil ne revenait pas
Si le soleil ne revenait pas é um filme de drama suíço de 1987 dirigido e escrito por Claude Goretta. Foi selecionado como representante da Suíça à edição do Oscar 1988, organizada pela Academia de Artes e Ciências Cinematográficas.

## Elenco
- Charles Vanel - Anzerul
- Catherine Mouchet  -  Isabelle Antide
- Philippe Léotard  - Arlettaz
- Raoul Billeray  - Denis Revaz
- Claude Evrard  - Follonier
- Fred Ulysse  - Tissières